# Hungarian Grand Prix 2023
L'Hungarian Grand Prix 2023 è un torneo femminile di tennis giocato su Terra rossa. È la 21ª edizione dell'Hungarian Grand Prix, facente parte della categoria Tornei WTA 250 nell'ambito del WTA Tour 2023. Si gioca al Római Tennis Academy di Budapest, in Ungheria, dal 17 al 23 luglio 2023.

## Partecipanti

### Teste di serie
| Nazionalità | Giocatrice                | Ranking* | Testa di serie |
| ----------- | ------------------------- | -------- | -------------- |
| Stati Uniti | Bernarda Pera             | 27       | 1              |
| Cina        | Zhang Shuai               | 38       | 2              |
| Italia      | Camila Giorgi             | 48       | 3              |
| Kazakistan  | Julija Putinceva          | 56       | 4              |
| Germania    | Tatjana Maria             | 62       | 5              |
|             | Elina Avanesjan           | 68       | 6              |
|             | Kamilla Rachimova         | 72       | 7              |
| Slovacchia  | Anna Karolína Schmiedlová | 77       | 8              |
| Argentina   | Nadia Podoroska           | 80       | 9              |

* Ranking al 3 luglio 2023.

### Altre partecipanti
Le seguenti giocatrici hanno ricevuto una wild card per il tabellone principale:
- Fanny Stollár
- Natália Szabanin
- Amarissa Kiara Tóth

Le seguenti giocatrici sono entrate nel tabellone principale usando il ranking protetto:
- Kristína Kučová
- Evgenija Rodina

Le seguenti giocatrici sono passate dalle qualificazioni:

- Irene Burillo Escorihuela
- Louisa Chirico
- Kaja Juvan
- Astra Sharma
- Anna Sisková
- Kateryna Volodko

Le seguenti giocatrici sono entrate nel tabellone principale come lucky loser:
- Valentini Grammatikopoulou
- Marija Timofeeva

### Ritiri
Prima del torneo
- Sorana Cîrstea → sostituita da  Tamara Korpatsch
- Camila Giorgi → sostituita da  Valentini Grammatikopoulou
- Anna Kalinskaja → sostituita da  Tereza Martincová
- Kaia Kanepi → sostituita da  Polina Kudermetova
- Tereza Martincová → sostituita da  Marija Timofeeva
- Anastasija Potapova → sostituita da  Rebecca Šramková
- Viktorija Tomova → sostituita da  Storm Hunter
- Taylor Townsend → sostituita da  Tímea Babos

## Partecipanti al doppio

### Teste di serie
| Nazione     | Giocatrice     | Nazione     | Giocatrice         | Rank1 | Teste di serie |
| ----------- | -------------- | ----------- | ------------------ | ----- | -------------- |
| Kazakistan  | Anna Danilina  | Norvegia    | Ulrikke Eikeri     | 68    | 1              |
| Ungheria    | Anna Bondár    | Cina        | Zhang Shuai        | 86    | 2              |
| Ungheria    | Tímea Babos    |             | Aleksandra Panova  | 130   | 3              |
| Stati Uniti | Angela Kulikov | Stati Uniti | Sabrina Santamaria | 130   | 4              |

* Ranking al 3 luglio 2023.

### Altre partecipanti
Le seguenti giocatrici hanno ricevuto una wild card per il tabellone principale:
- Adrienn Nagy /  Amarissa Kiara Tóth
- Rebeka Stolmár /  Natália Szabanin

## Campionesse

### Singolare
Marija Timofeeva ha sconfitto in finale  Kateryna Baindl con il punteggio di 6-3, 3-6, 6-0.
- É il primo titolo in carriera per Timofeeva.

### Doppio
Katarzyna Piter /  Fanny Stollár hanno sconfitto in finale  Jessie Aney /  Anna Sisková con il punteggio di 6-2, 4-6, [10-4].